# 橙顶灶莺
橙顶灶莺（学名：Seiurus aurocapilla）是雀形目森莺科的一种小型鸣禽。其在北美洲东部繁殖，冬季则南迁至中美洲、加勒比海岛屿、佛罗里达及委内瑞拉北部等地。
橙顶灶莺是灶莺属（Seiurus）的唯一种。它与森莺科的其他属亲缘关系较远，可能是该科最早分化出来的属。
橙顶灶莺体长约为11至16厘米，体重平均为19克。其上体为橄榄褐色，下体则为白色间带黑色斑点。眼睛周围有白色眼环，另有黑色颊纹。冠部则为橙黄色带两侧黑边。